# カポーティスター
カポーティスター（欧字名:Capote Star、2009年2月22日 - ）は、日本の競走馬。主な勝ち鞍に2013年の日経新春杯。
馬名の由来は、母父名＋星。

## 経歴
ノーザンファームで生まれ、2010年のセレクトセールに出場。同世代のハーツクライ産駒のうち最後に出場し、3900万円（税抜）で備前島敏子に落札された。なお、ハーツクライの一口馬主でもあった脚本家の大和屋暁がこのセールに参加しており、ハーツクライ産駒が出場するたびに手をあげ、このサビアーレの幼駒も狙っていたものの落札できなかったという経緯を持つ。大和屋は最終的にセールで脚が外向気味だったシビルの幼駒を落札しているが、このシビルの幼駒がのちのジャスタウェイである。

### 競走馬時代
デビューは2012年2月12日、京都競馬場の芝1800メートル戦。クリスチャン・デムーロを鞍上に出走し、直線追い込むもマウントシャスタの2着に惜敗する。この後1戦挟んで3月10日の中京競馬場で3戦目で初勝利を飾る。この後4月の東京競馬場の3歳500万下の新緑賞を直線抜け出して2連勝を飾る。レース後は日本ダービーを見据える声も聞かれるも、初重賞挑戦となった青葉賞は2番人気に推されたものの、フェノーメノの9着に敗れた。夏場は休養し、9月に入って小倉競馬場の玄海特別に出走、1番人気に推されるも2着に終わるが、久々かつ高速馬場への対応が懸念された中での2着は、今後の見通しにいい印象を与えた。続く神戸新聞杯は武豊を鞍上に迎えるもゴールドシップの9着。10月8日東京の本栖湖特別は1番人気に推されるも4着となかなか勝ちきれないレースが続いたが、中1週で迎えた10月21日の京都の北野特別では、先に抜け出して後続に詰められるも凌ぎきり、3勝目を飾った。
2013年に入り、緒戦は格上挑戦で日経新春杯に出走。人気は10番人気と振るわなかったものの、道中は4、5番手を進み、残り300メートルで抜け出すと、内を突いてきた1番人気のムスカテールの追撃を振り切り重賞初制覇を飾った。直後には、ドバイゴールドカップに出走登録を済ませる。その後京都記念に出走するもトーセンラーの6着。3月23日、中山競馬場の日経賞は9番人気に甘んじたもののフェノーメノの2着に惜敗した。この後、シンガポール航空国際カップに選出されて出走を受諾。しかし、その直後の4月28日の天皇賞（春）はいいところなく15着に敗れ、出走後には背中に張りがみられ疲れが抜けないため、招待を受諾してあったシンガポール航空国際カップを回避して5月26日の目黒記念に出走したが、ムスカテールの11着に終わる。目黒記念の後は状態次第で函館記念出走の予定も立てられていたが長期休養に入り、2013年中には復帰しなかった、2014年も暮れようとする12月21日阪神競馬場のベテルギウスステークスでようやく復帰するも、マルカプレジオの7着。その後は再び休養に入り、復帰することなく2015年8月17日付でJRA競走馬登録を抹消、福岡市の福岡馬事公苑で乗馬として繋養されることとなった。その後、福岡馬事公苑の繋養馬一覧から名前が確認できなくなっている。

## 競走成績
| 競走日     | 競馬場 | 競走名        | 格       | 距離（馬場）  | 頭 数 | 枠 番 | 馬 番 | オッズ （人気） | 着順 | タイム （上がり3F） | 着差 | 騎手        | 斤量 [kg] | 1着馬（2着馬）       | 馬体重 [kg] |
| ---------- | ------ | ------------- | -------- | ------------- | ----- | ----- | ----- | --------------- | ---- | ------------------- | ---- | ----------- | --------- | -------------------- | ----------- |
| 2012.02.12 | 京都   | 3歳新馬       |          | 芝1800m（良） | 16    | 5     | 10    | 005.60（1人）   | 02着 | R1:51.8（35.0）     | -0.2 | 0M.デムーロ | 56        | マウントシャスタ     | 520         |
| 0000.02.26 | 阪神   | 3歳未勝利     |          | 芝1800m（良） | 16    | 7     | 13    | 006.30（5人）   | 03着 | R1:50.1（34.8）     | -0.1 | 0川須栄彦   | 56        | ショウナンカンムリ   | 522         |
| 0000.03.10 | 中京   | 3歳未勝利     |          | 芝2000m（稍） | 18    | 2     | 4     | 002.00（1人）   | 01着 | R2:06.7（35.8）     | -0.2 | 0高倉稜     | 55        | （ハギノウィッシュ） | 518         |
| 0000.04.21 | 東京   | 新緑賞        | 500万下  | 芝2300m（良） | 7     | 6     | 6     | 002.10（1人）   | 01着 | R2:23.4（33.0）     | -0.9 | 0田辺裕信   | 56        | （ショウナンタケル） | 506         |
| 0000.04.28 | 東京   | 青葉賞        | GII      | 芝2400m（良） | 17    | 7     | 13    | 004.20（2人）   | 09着 | R2:27.0（35.2）     | -1.3 | 0田辺裕信   | 56        | フェノーメノ         | 508         |
| 0000.09.01 | 小倉   | 玄海特別      | 1000万下 | 芝2000m（良） | 14    | 7     | 11    | 003.70（1人）   | 02着 | R1:58.5（34.3）     | -0.1 | 0田辺裕信   | 54        | ヴィクトリースター   | 514         |
| 0000.09.23 | 阪神   | 神戸新聞杯    | GII      | 芝2400m（良） | 15    | 3     | 4     | 014.70（5人）   | 09着 | R2:27.0（35.5）     | -1.8 | 0武豊       | 56        | ゴールドシップ       | 514         |
| 0000.10.04 | 東京   | 本栖湖特別    | 1000万下 | 芝2400m（良） | 13    | 3     | 3     | 003.00（1人）   | 04着 | R2:25.1（35.1）     | -0.3 | 0田辺裕信   | 54        | マイネルマーク       | 514         |
| 0000.10.21 | 京都   | 北野特別      | 1000万下 | 芝2000m（良） | 11    | 7     | 9     | 003.50（2人）   | 01着 | R1:59.7（36.8）     | -0.0 | 0内田博幸   | 55        | （カナロア）         | 516         |
| 2013.01.13 | 京都   | 日経新春杯    | GII      | 芝2400m（良） | 16    | 1     | 2     | 022.8（10人）   | 01着 | R2:25.0（34.7）     | -0.1 | 0高倉稜     | 52        | （ムスカテール）     | 510         |
| 0000.02.10 | 京都   | 京都記念      | GII      | 芝2200m（良） | 11    | 7     | 9     | 007.30（4人）   | 06着 | R2:13.6（35.5）     | -1.1 | 0高倉稜     | 56        | トーセンラー         | 518         |
| 0000.03.23 | 中山   | 日経賞        | GII      | 芝2500m（良） | 14    | 1     | 1     | 036.10（9人）   | 02着 | R2:32.2（34.7）     | -0.2 | 0高倉稜     | 56        | フェノーメノ         | 512         |
| 0000.04.28 | 京都   | 天皇賞（春）  | GI       | 芝3200m（良） | 18    | 7     | 15    | 051.00（9人）   | 15着 | R3:18.5（39.9）     | -4.3 | 0高倉稜     | 58        | フェノーメノ         | 520         |
| 0000.05.26 | 東京   | 目黒記念      | GII      | 芝2500m（良） | 18    | 3     | 5     | 012.80（6人）   | 11着 | R2:30.8（35.6）     | -1.2 | 0福永祐一   | 56        | ムスカテール         | 514         |
| 2014.12.21 | 阪神   | ベテルギウスS | OP       | 芝2000m（重） | 13    | 6     | 9     | 042.3（10人）   | 07着 | R2:02.7（36.9）     | -0.9 | 0高倉稜     | 56        | マルカプレジオ       | 536         |

- 競走馬成績と情報 netkeiba、JBISサーチ

## 血統表
| カポーティスターの血統    | カポーティスターの血統                               | カポーティスターの血統 | （血統表の出典）     | （血統表の出典） |
| 父系                      | サンデーサイレンス系                                 | サンデーサイレンス系   | サンデーサイレンス系 |                  |
| 父 ハーツクライ 2001 鹿毛 | 父の父*サンデーサイレンス Sunday Silence 1986 青鹿毛 | Halo                   | Hail to Reason       | Hail to Reason   |
| 父 ハーツクライ 2001 鹿毛 | 父の父*サンデーサイレンス Sunday Silence 1986 青鹿毛 | Halo                   | Cosmah               |                  |
| 父 ハーツクライ 2001 鹿毛 | 父の父*サンデーサイレンス Sunday Silence 1986 青鹿毛 | Wishing Well           | Understanding        | Understanding    |
| 父 ハーツクライ 2001 鹿毛 | 父の父*サンデーサイレンス Sunday Silence 1986 青鹿毛 | Wishing Well           | Mountain Flower      |                  |
| 父 ハーツクライ 2001 鹿毛 | 父の母アイリッシュダンス 1990 鹿毛                   | *トニービン            | *カンパラ            | *カンパラ        |
| 父 ハーツクライ 2001 鹿毛 | 父の母アイリッシュダンス 1990 鹿毛                   | *トニービン            | Severn Bridge        |                  |
| 父 ハーツクライ 2001 鹿毛 | 父の母アイリッシュダンス 1990 鹿毛                   | *ビューパーダンス      | Lyphard              | Lyphard          |
| 父 ハーツクライ 2001 鹿毛 | 父の母アイリッシュダンス 1990 鹿毛                   | *ビューパーダンス      | My Bupers            |                  |
| 母 * サビアーレ 2000 鹿毛 | 母の父Capote 1984 黒鹿毛                             | Seattle Slew           | Bold Reasoning       | Bold Reasoning   |
| 母 * サビアーレ 2000 鹿毛 | 母の父Capote 1984 黒鹿毛                             | Seattle Slew           | My Charmer           |                  |
| 母 * サビアーレ 2000 鹿毛 | 母の父Capote 1984 黒鹿毛                             | Too Bald               | Bald Eagle           | Bald Eagle       |
| 母 * サビアーレ 2000 鹿毛 | 母の父Capote 1984 黒鹿毛                             | Too Bald               | Hidden Talent        |                  |
| 母 * サビアーレ 2000 鹿毛 | 母の母Sakura Fabulous 1990 栗毛                      | Fabulous Dancer        | Northern Dancer      | Northern Dancer  |
| 母 * サビアーレ 2000 鹿毛 | 母の母Sakura Fabulous 1990 栗毛                      | Fabulous Dancer        | Last of the Line     |                  |
| 母 * サビアーレ 2000 鹿毛 | 母の母Sakura Fabulous 1990 栗毛                      | *ローラローラ          | Saint Cyrien         | Saint Cyrien     |
| 母 * サビアーレ 2000 鹿毛 | 母の母Sakura Fabulous 1990 栗毛                      | *ローラローラ          | Bold Lady F-No.14    |                  |
| 5代内の近親交配           | Northern Dancer 5×4                                  | Northern Dancer 5×4    | Northern Dancer 5×4  |                  |

- 従兄弟にセントウルステークス勝ちのエピセアロームがいる。
- 祖母の半弟に1996年の天皇賞（春）・有馬記念優勝馬のサクラローレルがいる。